# Paul Pelletier
Pour les articles homonymes, voir Pelletier (homonymie).
Paul Pelletier est un dessinateur de comics américain.

## Biographie
Paul Pelletier naît en 1970 et commence sa carrière professionnelle de dessinateur de comics à la fin des années 1980. Ses premières histoires publiées se trouvent dans Cosmic Steller Rebellers et Wayward warrior (hammac Publications). Il dessine ensuite Zen: Intergalactic Ninja. Après ces débuts chez des éditeurs indépendants il travaille pour DC Comics (Darkstars, Flash, Green Lantern, Guy Gardner, Legion of Super-Heroes, Outsiders, Superboy and the Ravers, Superman, Titans, et Marvel Comics (She-Hulk, Fantastic Four ainsi que pour CrossGen (Exiles, Negation et Negation War). Ses travaux les plus récents pour Marvel sont War of Kings et Fall of the Hulks. Il est ensuite le dessinateur de la série Aquaman durant la Renaissance DC en 2011.

## Œuvre
- Fear Itself: The Fearless, scénario de Cullen Bunn, dessins de Paul Pelletier, Panini Comics

1. The Fearless 1/6, dessins collectifs, 2012  (ISBN 978-2-8094-2588-8)
2. The Fearless 2/6, dessins collectifs, 2012  (ISBN 978-2-8094-2682-3)
3. The Fearless 3/6, 2012  (ISBN 978-2-8094-2710-3)
4. The Fearless 4/6, co-dessins de Mark Bagley, 2012  (ISBN 978-2-8094-2774-5)
5. The Fearless 5/6, 2012  (ISBN 978-2-8094-2806-3)
6. The Fearless 6/6, 2012  (ISBN 978-2-8094-2889-6)

- Marvel Heroes, Panini Comics

39. Coucher de soleil, scénario de Jeff Parker, Jeph Loeb, Dave Gibbons et Christos Gage, dessins de Rich Elson, Paul Pelletier, John Romita Jr et Eiko Takayama, 2011  (ISBN 978-2-8094-1784-5)
- Marvel Stars, Panini Comics, collection Marvel Kiosque

1. Histoires secrètes, scénario de Jeff Parker, Ed Brubaker, Jonathan Hickman, Greg Pak, dessins de Kev Walker, Paul Pelletier, Alessandro Vitti et Mike Deodato Jr., 2011  (ISBN 978-2-8094-1834-7)
2. Mission accomplie, scénario de Jeff Parker, Ed Brubaker et Greg Pak, dessins de Paul Pelletier, Will Conrad, Kev Walker et Jesse Delperdang, 2011  (ISBN 978-2-8094-1869-9)
3. Perfection, scénario de Jeff Parker, Ed Brubaker, Jonathan Hickman, Greg Pak, dessins de Kevin Walker, Paul Pelletier, Alessandro Vitti et Mike Deodato Jr., 2011  (ISBN 978-2-8094-1967-2)
- Marvel Stars, cPanini Comics, collection Marvel Kiosque

1. Histoires secrètes, scénario de Jeff Parker, Ed Brubaker, Jonathan Hickman et Greg Pak, dessins de Kev Walker, Paul Pelletier, Alessandro Vitti et Mike Deodato Jr., 2011  (ISBN 978-2-8094-1834-7)
3. Perfection, scénario de Jeff Parker, Ed Brubaker, Jonathan Hickman et Greg Pak, dessins de Kev Walker, Paul Pelletier, Alessandro Vitti et Mike Deodato Jr., 2011  (ISBN 978-2-8094-1967-2)
- Marvel Universe, Panini Comics, collection Marvel Comics

21. War of Kings (4/7), scénario et dessins collectifs, 2010
- X-Men, Panini Comics, collection Marvel France

123. Croisade, scénario et dessins collectifs, 2007
- Aquaman, Urban comics, 2013  (ISBN 978-2-3657-7354-6)